# Dwarkanath Kotnis

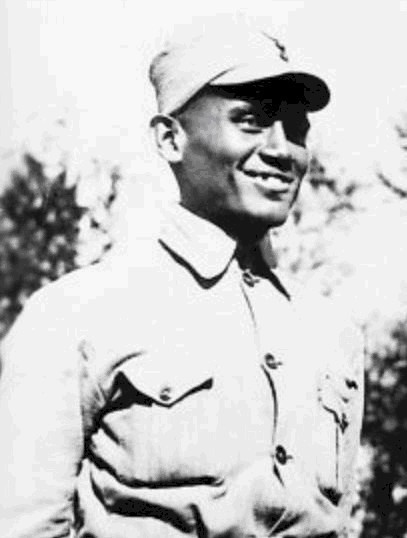
Dwarkanath Kotnis

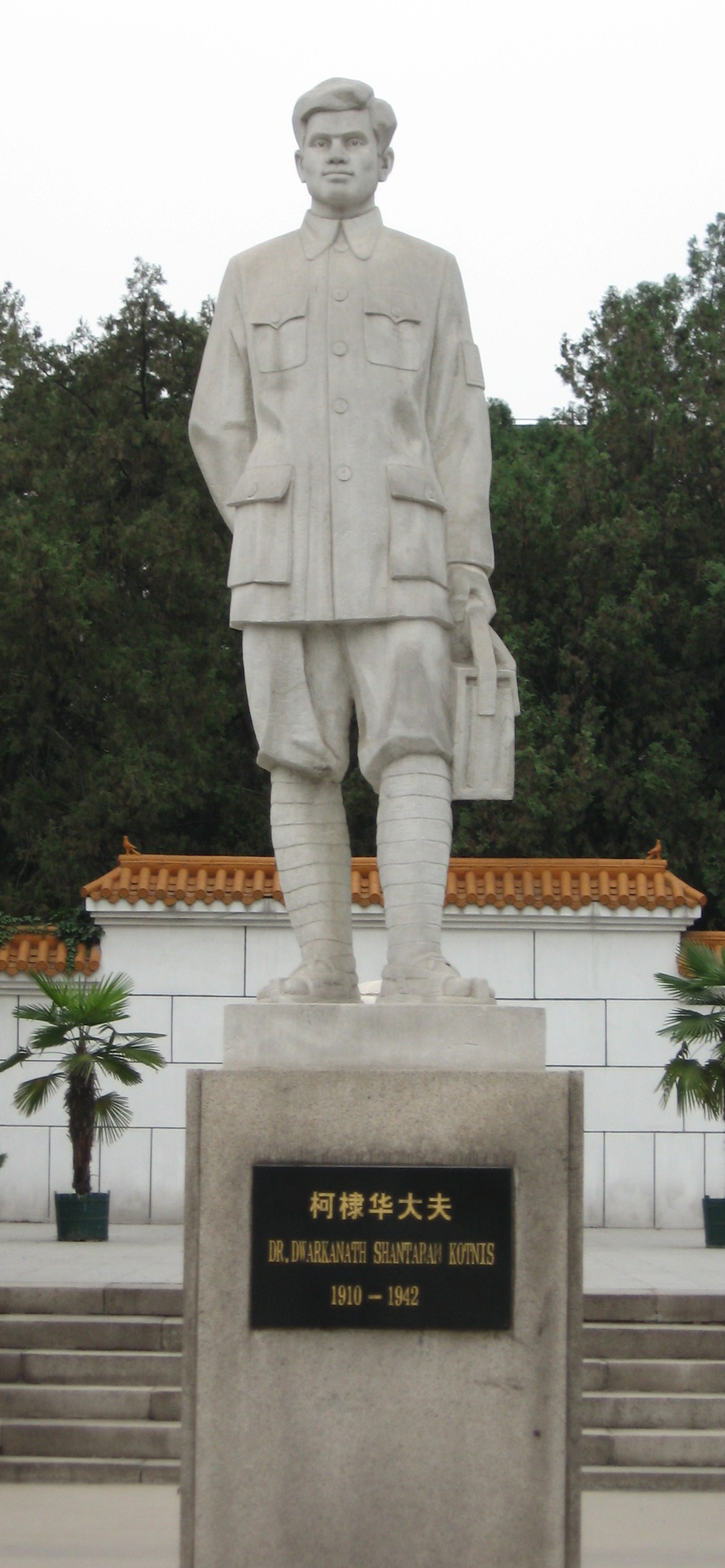
Statue von Kotnis in Shijiazhuang

Dwarkanath Shantaram Kotnis (Marathi: द्वारकानाथ शांताराम कोटणीस, Dvārkānāth Śāṁtārām Koṭṇīs; chinesischer Name: Kē Dìhuá 柯棣华; * 10. Oktober 1910 in Solapur, Maharashtra; † 9. Dezember 1942 in China) war ein indischer Arzt, der für sein Wirken in China bekannt ist.

## Leben
Kotnis stammte aus dem mittleren Westen des damaligen Britisch-Indien. Er hatte einen älteren Bruder namens Mangesh und eine jüngere Schwester namens Vetsala. Im September 1938 ging er mit einem Ärzteteam nach China, um medizinische Unterstützung beim Widerstand gegen die japanische Invasion im Zweiten Japanisch-Chinesischen Krieg zu leisten. Er war erster Direktor des Internationalen Friedenshospitals. 1942 trat Kotnis der Kommunistischen Partei Chinas bei. Noch im selben Jahr kam er im Status epilepticus ums Leben. Er hinterließ seine Ehefrau Guo Tjing-lan.

## Andenken und Ehrung
1946 entstand ein indischer Film über Kotnis (Dr. Kotnis Ki Amar Kahani, Regie und Hauptrolle: V. Shantaram) und 1982 ein chinesischer Film (Kē Dìhuá dàifu 《柯棣华大夫》, „Dr. Kotnis“).
In Shijiazhuang steht gegenüber dem Norman Bethune International Peace Hospital eine Statue von ihm. Im Krankenhaus selbst wurde an seinem 34. Todestag eine Gedenkhalle für ihn eröffnet. Bei der Einweihung waren u. a. seine Geschwister, seine Witwe und der damalige indische Botschafter K. R. Narayanan anwesend.

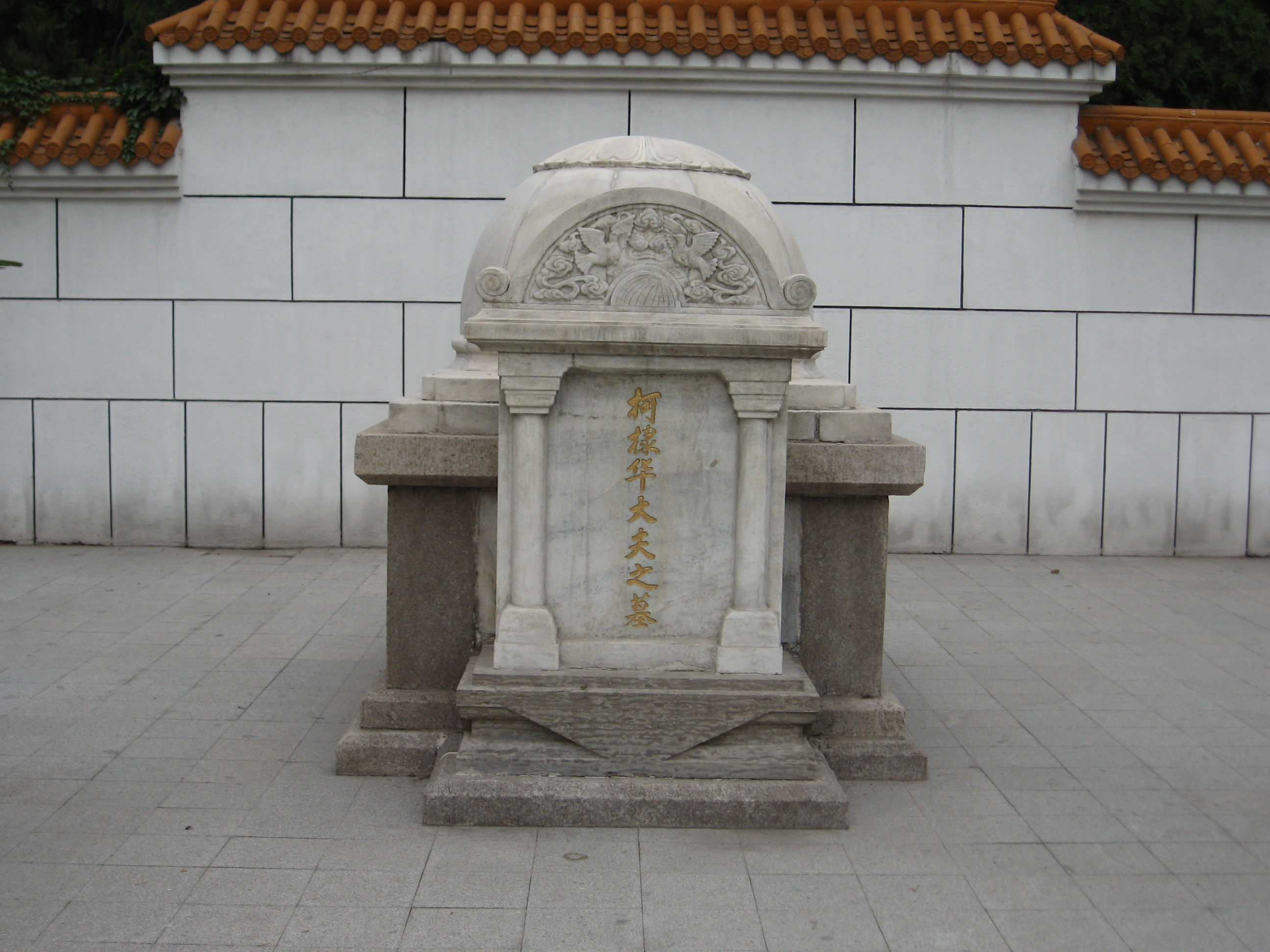
Grab (1953)

Das Grab von Dwarkanath Kotnis (Ke Dihua mu) befindet sich auf dem Heldenfriedhof im Stadtbezirk Xinhua von Shijiazhuang zwischen den Ruhestätten von Dr. Norman Bethune und der kanadischen Krankenschwester Jean Ewen. Es steht seit 1982 auf der Liste der Denkmäler der Provinz Hebei.
Er wird bis heute als Beispiel für die chinesisch-indische Freundschaft verehrt, die Kommunistische Partei Chinas würdigte ihn als Alten Freund des chinesischen Volkes.